# Kangerlussuaq museum
Kangerlussuaq museum är ett lokalhistoriskt museum i Kangerlussuaq i Grönland.
Museet invigdes år 1997 i en tidigare administrationsbyggnad för USA:s flygbas i Søndre Strømfjord. Själva byggnaden byggdes år 1953 som transithotell  för Scandinavian Airlines och övertogs av USA kort tid senare. När amerikanerna lämnade basen på 1990-talet övertogs byggnaden av Mittarfeqarfiit som lät inreda den till ett museum med delvis bevarad inredning.
Utställningarna visar bygdens historia som militärbas och säte för Grönlands tidigare viktigaste flygplats, Kangerlussuaq flygplats samt historiska fynd från lokalområdet.
År 2015 övertogs museet av  Sisimiut museum.